# Michaił Michałkin
Michaił Siemionowicz Michałkin ros. Михалкин, Михаил Семёнович (ur. 23 października?/4 listopada 1898 w Borzji, w obwodzie czytyjskim, zm. 8 marca 1981 w Leningradzie, według niektórych źródeł w 1980) – generał pułkownik Armii Czerwonej i generał broni ludowego Wojska Polskiego.

## Życiorys
Służbę w Armii Czerwonej pełnił od 1918. Uczestnik wojny domowej. Ukończył Wojskową Akademię Inżynieryjno-Artyleryjską im. F. Dzierżyńskiego. Brał udział w wojnie z Polską we wrześniu 1939, następnie w wojnie zimowej z Finlandią.
Od czerwca 1941 był szefem artylerii dywizji strzeleckiej w stopniu pułkownika. 3 maja 1942 został awansowany na stopień generała majora artylerii i dowodził artylerią 42 Armii pod Leningradem. Wyróżnił się w walkach na Przesmyku Karelskim. 16 maja 1944 został awansowany na stopień generała porucznika artylerii i został skierowany na stanowisko dowódcy artylerii 21 Armii na Froncie Leningradzkim. Po przełamaniu umocnień Linii Mannerheima na Przesmyku Karelskim – został skierowany wraz z 21 Armią do składu 1 Frontu Ukraińskiego. Na tym stanowisku uczestniczył w operacjach: wiślańsko-odrzańskiej, dolnośląskiej oraz praskiej.
Po zakończeniu wojny dowodził artylerią Leningradzkiego Okręgu Wojskowego. Następnie był komendantem oficerskiej szkoły artylerii.
11 kwietnia 1950 został skierowany do pełnienia służby w Wojsku Polskim na stanowisko szefa artylerii WP w stopniu generała dywizji. Od 1951 był dowódcą artylerii WP i funkcję tę pełnił do 16 listopada 1956. Na tym stanowisku w dniu 12 sierpnia 1955 został awansowany na stopień generała broni.
Następnie powrócił do ZSRR, gdzie pracował w wyższym szkolnictwie wojskowym. W 1961 został przeniesiony w stan spoczynku.
Miał dwóch synów. Starszy syn – Jurij – zginął na froncie w 1942 w czasie wojny z Niemcami. Młodszy syn – Władimir Michałkin (1927–2017) pełnił służbę w artylerii Armii Radzieckiej i w 1989 został awansowany na stopień marszałka artylerii.

## Ordery i odznaczenia
- Order Sztandaru Pracy I klasy – 1956
- Krzyż Komandorski Orderu Odrodzenia Polski – 1954
- Krzyż Kawalerski Orderu Virtuti Militari – 1968
- Brązowy Medal „Siły Zbrojne w Służbie Ojczyzny” – 1955
- Order Suworowa I stopnia – 22 czerwca 1944 (za walki na Przesmyku Karelskim)